# Christina Haurum
Christina Haurum (født 9. februar 1989) er en dansk håndboldspiller, der spiller for Buxtehuder SV. Hun har tidligere optrådt for Lyngby HK og København Håndbold.